# Club Atlético de Madrid 1976-1977
Questa voce raccoglie le informazioni riguardanti il Club Atlético de Madrid nelle competizioni ufficiali della stagione 1976-1977.

## Stagione
Nella stagione 1976-1977 l'Atlético Madrid sfiorò il doble, andando a vincere per l'ottava volta nella sua storia il campionato e venendo eliminato in semifinale di Coppa delle Coppe dai tedeschi occidentali dell'Amburgo, che riuscirono a rimontare nella gara di ritorno il 3-1 subito a Madrid. Tra i risultati, fu memorabile il 4-0 col quale sconfisse il Real Madrid. Questo risultato non si ripeterà al Calderón fino al 2015. In Coppa di Spagna i Rojiblancos furono eliminati agli ottavi di finale dal Siviglia.

## Maglie e sponsor
Venne confermata la classica impostazione stilistica della divisa, bianca con strisce rosse verticali e colletto con scollo a V. Durante questo periodo fecero le loro prime comparse, limitatamente alle divise da allenamento, gli sponsor tecnici, Puma nel caso dell'Atlético Madrid.
| Manica sinistra · Manica sinistra · Maglietta · Maglietta · Manica destra · Manica destra · Pantaloncini · Calzettoni |

## Organigramma societario
Area direttiva
- Presidente: Vicente Calderón

Area tecnica
- Allenatore: Luis Aragonés

## Rosa
| N. |                      | Ruolo | Calciatore         |
| -- | -------------------- | ----- | ------------------ |
|    | Spagna (bandiera)    | P     | Miguel Reina       |
|    | Spagna (bandiera)    | P     | José Pacheco Gómez |
|    | Spagna (bandiera)    | D     | José Luis Capón    |
|    | Brasile (bandiera)   | D     | Luís Pereira       |
|    | Spagna (bandiera)    | D     | Eusebio Bejarano   |
|    | Spagna (bandiera)    | D     | Marcelino          |
|    | Argentina (bandiera) | D     | Ramón Heredia      |
|    | Argentina (bandiera) | D     | Panadero           |
|    | Spagna (bandiera)    | D     | Juan Sierra        |
|    | Spagna (bandiera)    | C     | Francisco Bermejo  |
|    | Paraguay (bandiera)  | C     | Domingo Benegas    |

| N. |                      | Ruolo | Calciatore                  |
| -- | -------------------- | ----- | --------------------------- |
|    | Spagna (bandiera)    | C     | Ignacio Salcedo             |
|    | Spagna (bandiera)    | C     | Alberto Fernández           |
|    | Spagna (bandiera)    | C     | Eugenio Leal                |
|    | Spagna (bandiera)    | C     | Robi                        |
|    | Argentina (bandiera) | A     | Rubén Ayala                 |
|    | Spagna (bandiera)    | A     | José Gárate                 |
|    | Spagna (bandiera)    | A     | Heraldo Bezerra             |
|    | Brasile (bandiera)   | A     | Leivinha                    |
|    | Spagna (bandiera)    | A     | Francisco Aguilar Fernández |
|    | Spagna (bandiera)    | A     | Rubén Cano                  |

### Formazione tipo
La squadra di Aragonés è stata schierata per lo più col 4-3-3.
| Formazione tipo | Giocatori (presenze)             |
| --- | -------------------------------- |
| Reina Eusebio Pereira Marcelino Capón Alberto Leal Robi Ayala Aguilar Cano | Miguel Reina (30)                |
| Reina Eusebio Pereira Marcelino Capón Alberto Leal Robi Ayala Aguilar Cano | Marcelino (28)                   |
| Reina Eusebio Pereira Marcelino Capón Alberto Leal Robi Ayala Aguilar Cano | José Luis Capón (29)             |
| Reina Eusebio Pereira Marcelino Capón Alberto Leal Robi Ayala Aguilar Cano | Luís Pereira (32)                |
| Reina Eusebio Pereira Marcelino Capón Alberto Leal Robi Ayala Aguilar Cano | Eusebio Bejarano (28)            |
| Reina Eusebio Pereira Marcelino Capón Alberto Leal Robi Ayala Aguilar Cano | Eugenio Leal (33)                |
| Reina Eusebio Pereira Marcelino Capón Alberto Leal Robi Ayala Aguilar Cano | Alberto (31)                     |
| Reina Eusebio Pereira Marcelino Capón Alberto Leal Robi Ayala Aguilar Cano | Robi (28)                        |
| Reina Eusebio Pereira Marcelino Capón Alberto Leal Robi Ayala Aguilar Cano | Rubén Ayala (34)                 |
| Reina Eusebio Pereira Marcelino Capón Alberto Leal Robi Ayala Aguilar Cano | Francisco Aguilar Fernández (18) |
| Reina Eusebio Pereira Marcelino Capón Alberto Leal Robi Ayala Aguilar Cano | Rubén Cano (33)                  |
| Altri giocatori: Francisco Javier Bermejo (20), Domingo Benegas (17), Leivinha (15), Ramón Heredia (14), Rubén Oswaldo Díaz (13), Ignacio Salcedo (12), José Pacheco (5), Heraldo Becerra (1), José Eulogio Gárate (1), Juan Sierra (1). |                                  |

## Risultati

### Primera División

#### Girone di andata
| Arbitro: | Crespo Aurre |

|                      |           |  |
| Leivinha 1’ Cano 14’ | Marcatori |  |

| Arbitro: | Borrás del Barrio |

|          |           |  |
| Mori 69’ | Marcatori |  |

| Arbitro: | Oliva Fortuny |

|                       |           |             |
| Leivinha 48’ Cano 84’ | Marcatori | 79’ Álvarez |

| Arbitro: | Fernández Quirós |

|                            |           |  |
| Satrústegui 50’ Ufarte 57’ | Marcatori |  |

| Arbitro: | Forés Bachero |

|                          |           |            |
| Leivinha 43’ Alberto 59’ | Marcatori | 32’ Villar |

| Arbitro: | Guruceta Muro |

|                    |           |                                      |
| Marañón 82’ (rig.) | Marcatori | 30’, 44’ Leivinha 46’ Cano 89’ Ayala |

| Arbitro: | Olavarria González |

|                               |           |             |
| Cano 14’ Heredia 37’ Leal 44’ | Marcatori | 52’ Cruijff |

| Arbitro: | Orrantia Capelastegui |

|  |           |             |
|  | Marcatori | 83’ Aguilar |

| Arbitro: | López Cuadrado |

|           |           |  |
| Ayala 35’ | Marcatori |  |

| Arbitro: | Santana Páez |

|              |           |  |
| Ladinsky 60’ | Marcatori |  |

| Arbitro: | Orellana Álvarez |

|                                |           |                             |
| Luís Pereira 53’, 72’ Cano 66’ | Marcatori | 33’, 58’ Scotta 51’ Sanjosé |

| Arbitro: | Carreira Abad |

|               |           |          |
| Fernández 43’ | Marcatori | 66’ Cano |

| Arbitro: | García Carrión |

|  |           |                                  |
|  | Marcatori | 48’ Viteri 43’ Krešić 83’ Valdés |

| Santander 12 dicembre 1976 14ª giornata | Racing Santander  | 0 – 0 referto | Atlético Madrid | El Sardinero\| Arbitro: \| Borrás del Barrio \| |
| Arbitro:                                | Borrás del Barrio |               |                 |                                                 |

| Arbitro: | Orrantia Capelastegui |

|                       |           |  |
| Ayala 32’, 85’ (rig.) | Marcatori |  |

| Arbitro: | Orellana Álvarez |

|                                       |           |  |
| Cano 2’, 66’ Panadero 63’ Bermejo 81’ | Marcatori |  |

| Arbitro: | Crespo Aurre |

|                 |           |                        |
| Kempes 47’, 77’ | Marcatori | 17’ Leal 53’, 64’ Cano |

#### Girone di ritorno
| Malaga 16 gennaio 1977 18ª giornata | Malaga            | 0 – 0 referto | Atlético Madrid | La Rosaleda\| Arbitro: \| Borrás del Barrio \| |
| Arbitro:                            | Borrás del Barrio |               |                 |                                                |

| Arbitro: | Oliva Fortuny |

|                                              |           |  |
| Robi 31’ Ayala 48’ (rig.) Heredia 78’ (rig.) | Marcatori |  |

| Arbitro: | Tomeo Palanques |

|           |           |          |
| Juanjo 8’ | Marcatori | 89’ Cano |

| Arbitro: | Carreira Abad |

|                                         |           |                 |
| Cano 1’, 30’ Ayala 70’, 78’ Bermejo 71’ | Marcatori | 85’ Kortabarría |

| Arbitro: | Guruceta Muro |

|  |           |          |
|  | Marcatori | 42’ Cano |

| Arbitro: | Balsa Ron |

|             |           |             |
| Bermejo 17’ | Marcatori | 65’ Marañón |

| Arbitro: | Sáiz Elizondo |

|            |           |                     |
| Clarés 75’ | Marcatori | 84’ (aut.) Neeskens |

| Arbitro: | Olavarria González |

|                                                                        |           |                    |
| Luís Pereira 16’ Dominichi 52’ (aut.) Leal 54’ Aguilar 67’ Salcedo 84’ | Marcatori | 65’ (rig.) Voglino |

| Arbitro: | Orrantia Capelastegui |

|                       |           |          |
| Lübeke 56’ Rivera 85’ | Marcatori | 79’ Cano |

| Arbitro: | Carreira Abad |

|                                                 |           |                   |
| Robi 9’ Dominichi 52’ (aut.) Benítez 52’ (aut.) | Marcatori | 86’ (rig.) Mühren |

| Arbitro: | Acebal Pezón |

|            |           |                   |
| Scotta 37’ | Marcatori | 5’ Ayala 77’ Cano |

| Arbitro: | De Burgos Núñez |

|          |           |  |
| Cano 86’ | Marcatori |  |

| Arbitro: | Acebal Pezón |

|                                  |           |  |
| Marcelino 52’ (aut.) Juanito 90’ | Marcatori |  |

| Arbitro: | Ausocúa Sanz |

|                                                        |           |                    |
| Luís Pereira 2’ Leivinha 4’, 86’ Ayala 52’ (rig.), 87’ | Marcatori | 69’ (rig.) Zuviría |

| Arbitro: | Olavarria González |

|  |           |                    |
|  | Marcatori | 19’ Cano 63’ Ayala |

| Arbitro: | Carreira Abad |

|              |           |          |
| Martínez 70’ | Marcatori | 40’ Cano |

| Arbitro: | Ausocúa Sanz |

|                               |           |                          |
| Leivinha 60’ Ayala 87’ (rig.) | Marcatori | 47’, 70’ Kempes 61’ Eloy |

### Coppa del Re
| Arbitro: | Balsa Ron |

|                         |           |  |
| Cantudo 25’ Montero 36’ | Marcatori |  |

| Arbitro: | Sáiz Elizondo |

|           |           |  |
| Ayala 57’ | Marcatori |  |

### Coppa delle Coppe
| Arbitro: | Delcourt |

|            |           |                    |
| Krankl 19’ | Marcatori | 80’ Cano 88’ Ayala |

| Arbitro: | Partridge |

|              |           |               |
| Leivinha 72’ | Marcatori | 79’ Krejcirik |

| Arbitro: | Frickel |

|          |           |  |
| Cano 49’ | Marcatori |  |

| Arbitro: | Paterson |

|            |           |                    |
| Žungul 26’ | Marcatori | 53’ Ayala 59’ Leal |

| Arbitro: | Gonella |

|                         |           |             |
| Tsvetkov 9’ Milanov 38’ | Marcatori | 68’ Bermejo |

| Arbitro: | Carpenter |

|                             |           |  |
| Ayala 4’ (rig.), 69’ (rig.) | Marcatori |  |

| Arbitro: | Rainea |

|                        |           |            |
| Cano 53’, 67’ Leal 59’ | Marcatori | 56’ Magath |

| Arbitro: | Eriksson |

|                                  |           |  |
| Capón 19’ Reimann 21’ Keller 27’ | Marcatori |  |

## Statistiche

### Statistiche di squadra
| Competizione      | Punti | Totale | Totale | Totale | Totale | Totale | Totale | DR  |
| Competizione      | Punti | G      | V      | N      | P      | Gf     | Gs     | DR  |
| ----------------- | ----- | ------ | ------ | ------ | ------ | ------ | ------ | --- |
| Primera División  | 46    | 34     | 19     | 8      | 7      | 62     | 33     | +29 |
| Copa del Rey      | -     | 2      | 1      | 0      | 1      | 1      | 2      | -1  |
| Coppa delle Coppe | -     | 8      | 5      | 1      | 2      | 12     | 10     | +2  |
| Totale            | 46    | 44     | 25     | 9      | 10     | 75     | 45     | -   |

### Statistiche dei giocatori
| Giocatore    | Primera División | Primera División | Primera División | Primera División | Coppa delle Coppe | Coppa delle Coppe | Coppa delle Coppe | Coppa delle Coppe | Coppa del Re | Coppa del Re | Coppa del Re | Coppa del Re | Totale   | Totale | Totale      | Totale     |
| Giocatore    | Presenze         | Reti             | Ammonizioni      | Espulsioni       | Presenze          | Reti              | Ammonizioni       | Espulsioni        | Presenze     | Reti         | Ammonizioni  | Espulsioni   | Presenze | Reti   | Ammonizioni | Espulsioni |
| ------------ | ---------------- | ---------------- | ---------------- | ---------------- | ----------------- | ----------------- | ----------------- | ----------------- | ------------ | ------------ | ------------ | ------------ | -------- | ------ | ----------- | ---------- |
| F. Aguilar   | 20               | 2                | 3                | 0                | ?                 | ?                 | ?                 | ?                 | ?            | ?            | ?            | ?            | 20+      | 2+     | 3+          | 0+         |
| R. Ayala     | 34               | 13               | 2                | 0                | ?                 | ?                 | ?                 | ?                 | ?            | ?            | ?            | ?            | 34+      | 13+    | 2+          | 0+         |
| H. Becerra   | 1                | 0                | 0                | 0                | ?                 | ?                 | ?                 | ?                 | ?            | ?            | ?            | ?            | 1+       | 0+     | 0+          | 0+         |
| R. Cano      | 33               | 20               | 3                | 0                | ?                 | ?                 | ?                 | ?                 | ?            | ?            | ?            | ?            | 33+      | 20+    | 3+          | 0+         |
| J.L. Capón   | 29               | 0                | 3                | 0                | ?                 | ?                 | ?                 | ?                 | ?            | ?            | ?            | ?            | 29+      | 0+     | 3+          | 0+         |
| E. Eusebio   | 28               | 0                | 4                | 0                | ?                 | ?                 | ?                 | ?                 | ?            | ?            | ?            | ?            | 28+      | 0+     | 4+          | 0+         |
| F. Bermejo   | 17               | 0                | 0                | 0                | ?                 | ?                 | ?                 | ?                 | ?            | ?            | ?            | ?            | 17+      | 0+     | 0+          | 0+         |
| J. Gárate    | 1                | 0                | 0                | 0                | ?                 | ?                 | ?                 | ?                 | ?            | ?            | ?            | ?            | 1+       | 0+     | 0+          | 0+         |
| R. Heredia   | 14               | 2                | 2                | 0                | ?                 | ?                 | ?                 | ?                 | ?            | ?            | ?            | ?            | 14+      | 2+     | 2+          | 0+         |
| E. Leal      | 33               | 3                | 2                | 0                | ?                 | ?                 | ?                 | ?                 | ?            | ?            | ?            | ?            | 33+      | 3+     | 2+          | 0+         |
| Leivinha     | 15               | 8                | 3                | 0                | ?                 | ?                 | ?                 | ?                 | ?            | ?            | ?            | ?            | 15+      | 8+     | 3+          | 0+         |
| L. Pereira   | 32               | 4                | 2                | 0                | ?                 | ?                 | ?                 | ?                 | ?            | ?            | ?            | ?            | 32+      | 4+     | 2+          | 0+         |
| M. Marcelino | 28               | 0                | 0                | 0                | ?                 | ?                 | ?                 | ?                 | ?            | ?            | ?            | ?            | 28+      | 0+     | 0+          | 0+         |
| J. Pacheco   | 5                | 0                | 0                | 0                | ?                 | ?                 | ?                 | ?                 | ?            | ?            | ?            | ?            | 5+       | 0+     | 0+          | 0+         |
| Panadero     | 13               | 1                | 3                | 0                | ?                 | ?                 | ?                 | ?                 | ?            | ?            | ?            | ?            | 13+      | 1+     | 3+          | 0+         |
| M. Reina     | 30               | 0                | 1                | 0                | ?                 | ?                 | ?                 | ?                 | ?            | ?            | ?            | ?            | 30+      | 0+     | 1+          | 0+         |
| V. Robi      | 28               | 2                | 0                | 0                | ?                 | ?                 | ?                 | ?                 | ?            | ?            | ?            | ?            | 28+      | 2+     | 0+          | 0+         |
| Salcedo      | 12               | 1                | 2                | 0                | ?                 | ?                 | ?                 | ?                 | ?            | ?            | ?            | ?            | 12+      | 1+     | 2+          | 0+         |
| J. Sierra    | 1                | 0                | 0                | 0                | ?                 | ?                 | ?                 | ?                 | ?            | ?            | ?            | ?            | 1+       | 0+     | 0+          | 0+         |